# 月山神社 (鹿角市)
月山神社（がっさんじんじゃ）は、秋田県鹿角市十和田毛馬内字毛馬内沢32にある神社。

## 概要
歴史は1200年以上。坂上田村麻呂が蝦夷平定について祈願した際に神社の建立を願掛けした。その後、願いが成就したことを受けて建立した月山神社7つのうちの一つとされている。現在の社殿は1740年（元文5年）に建立されたもので、1848年（嘉永元年）に鞘堂が追加された。1983年に鹿角市が有形文化財(建造物)に指定している。

## 毛馬内まつり
毎年7月に月山神社の例大祭とともに行われる祭り。川原大神楽の奉納・披露が行われる。
かつては多くの人出があり、1978年には露店の縄張り争いがきっかけで短銃やゴルフクラブを使用した乱闘騒ぎも起きたこともあった。